# Orde van het Gele Lint

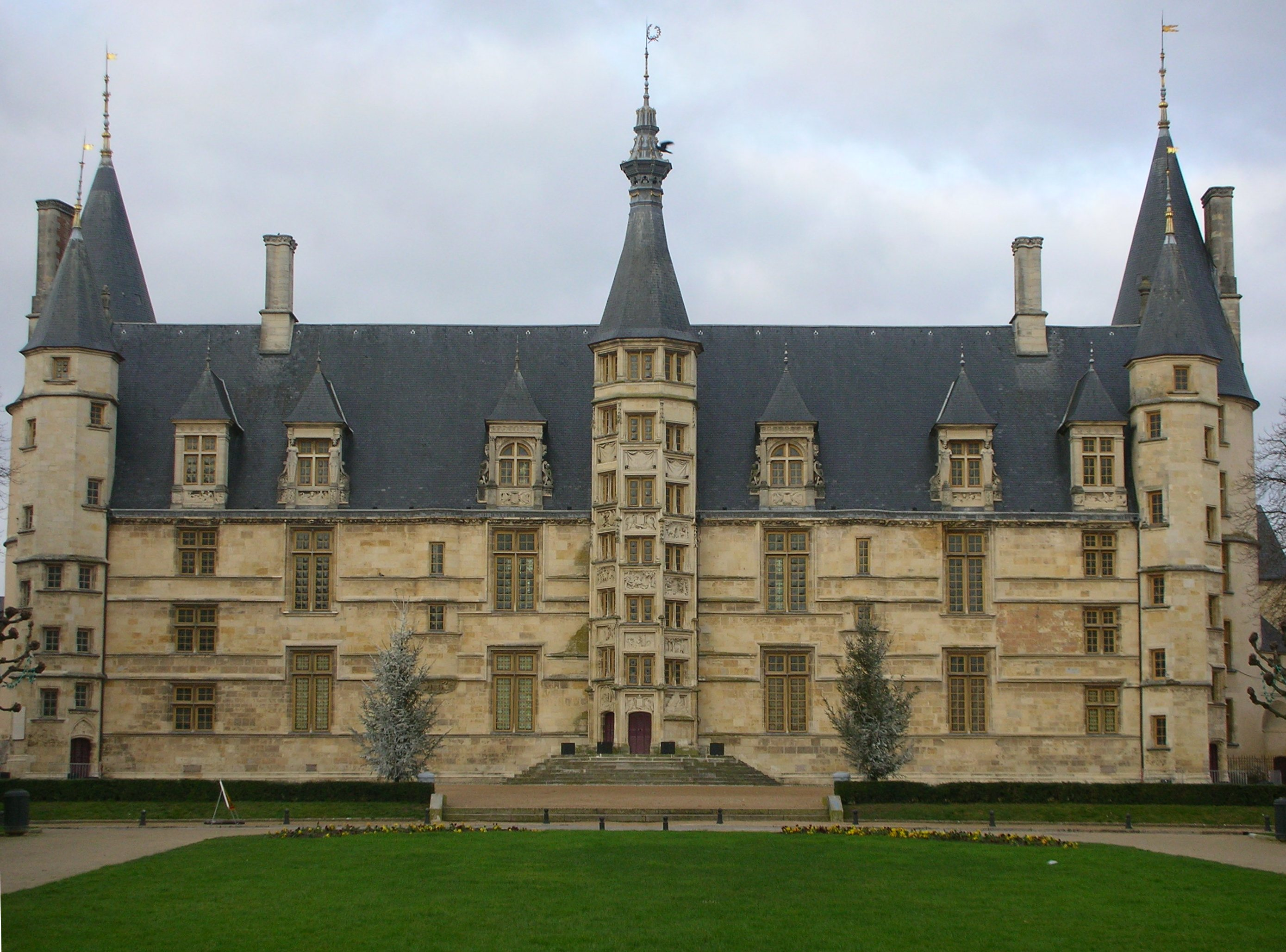
Het "Palais Ducal" in Nevers. Een plaats waar men vreemde spellen speelde.

De Orde van het Gele Lint werd in 1589 in Nevers door de Frans-Italiaanse edelman Karel III van Nevers, neef van de Franse koning Hendrik III, gesticht en zou zijn ridders zeer merkwaardige plichten hebben opgelegd.
 Zij zouden het Italiaanse spel "la mara" (opsteken van even of oneven aantallen vingers) moeten beoefenen, op een schimmel met roodgeverfd hoofdstel moeten rijden en hun goederen moeten delen. Ackermann schrijft dat volgens sommige bronnen ook partnerruil tot de verplichtingen van het lidmaatschap zou behoren.

De Franse koning verbood de Orde al snel na de oprichting.
Deze merkwaardig ridderorde, men zou ook van een schertsgezelschap kunnen spreken, is desondanks opgenomen in de lijst van historische orden van Frankrijk.